# Francesca Cauz
Francesca Cauz (Conegliano, 24 settembre 1992) è un'ex ciclista su strada e ciclocrossista italiana, con caratteristiche di scalatrice, attiva tra le Elite dal 2012 al 2019.

## Carriera
Nata a Conegliano ma originaria di San Fior, è figlia dell'ex nazionale di ciclocross Giorgio Cauz. Comincia a gareggiare nella categoria G2 con il Veloce Club di San Vendemiano, mentre nei due anni da Junior (2009-2010) e l'anno da Under-21 veste la maglia del G.S. Verso L'Iride di Conegliano.
Nel 2012 esordisce nella categoria Elite con il team trevigiano Fassa Bortolo-Servetto (Top Girls), diretto da Lucio Rigato; nello stesso anno si classifica trentatreesima al Giro d'Italia, venendo poi convocata in Nazionale per la prova in linea Elite dei campionati del mondo di Valkenburg.
Nel 2013 è protagonista al Giro d'Italia: si piazza infatti seconda nella tappa del Monte Beigua e terza in quella di San Domenico di Varzo, conclude al settimo posto in classifica generale e vince la graduatoria delle giovani dopo aver anche vestito per quattro giorni la maglia bianca. Nello stesso anno si classifica settima al Tour de l'Ardèche e terza, nonché miglior scalatrice, al Giro della Toscana; convocata ancora in Nazionale per la gara in linea Elite dei campionati del mondo in Toscana, chiude al ventiquattresimo posto.
Dopo un 2014 privo di particolari acuti, per la stagione 2015 lascia la Top Girls e si trasferisce tra le file della formazione veronese ALÉ-Cipollini: durante l'anno si piazza sesta ai campionati nazionali in linea a Superga e sedicesima al Giro d'Italia. Nel giugno 2016 interrompe l'attività e il contratto con la squadra per prendersi una pausa di riflessione; torna alle competizioni di cross in novembre, e nel febbraio 2017 viene messa sotto contratto dal team UCI pistoiese Giusfredi-Bianchi per gareggiare su strada.

## Palmarès

### Altri successi
- 2013 (Top Girls Fassa Bortolo)

Classifica giovani Giro d'Italia
Classifica scalatrici Giro della Toscana - Memorial Fanini

## Piazzamenti

### Grandi Giri
- Giro d'Italia

2012: 33ª
2013: 7ª
2014: ritirata (8ª tappa)
2015: 16ª
2017: 82ª
2019: ritirata (4ª tappa)

### Competizioni mondiali
- Campionati del mondo su strada

Limburgo 2012 - in linea Elite: 64ª
Toscana 2013 - in linea Elite: 24ª
- Campionati del mondo di ciclocross

Louisville 2013 - Elite: 23ª
Hoogerheide 2014 - Elite: 28ª